# Concours Complet International

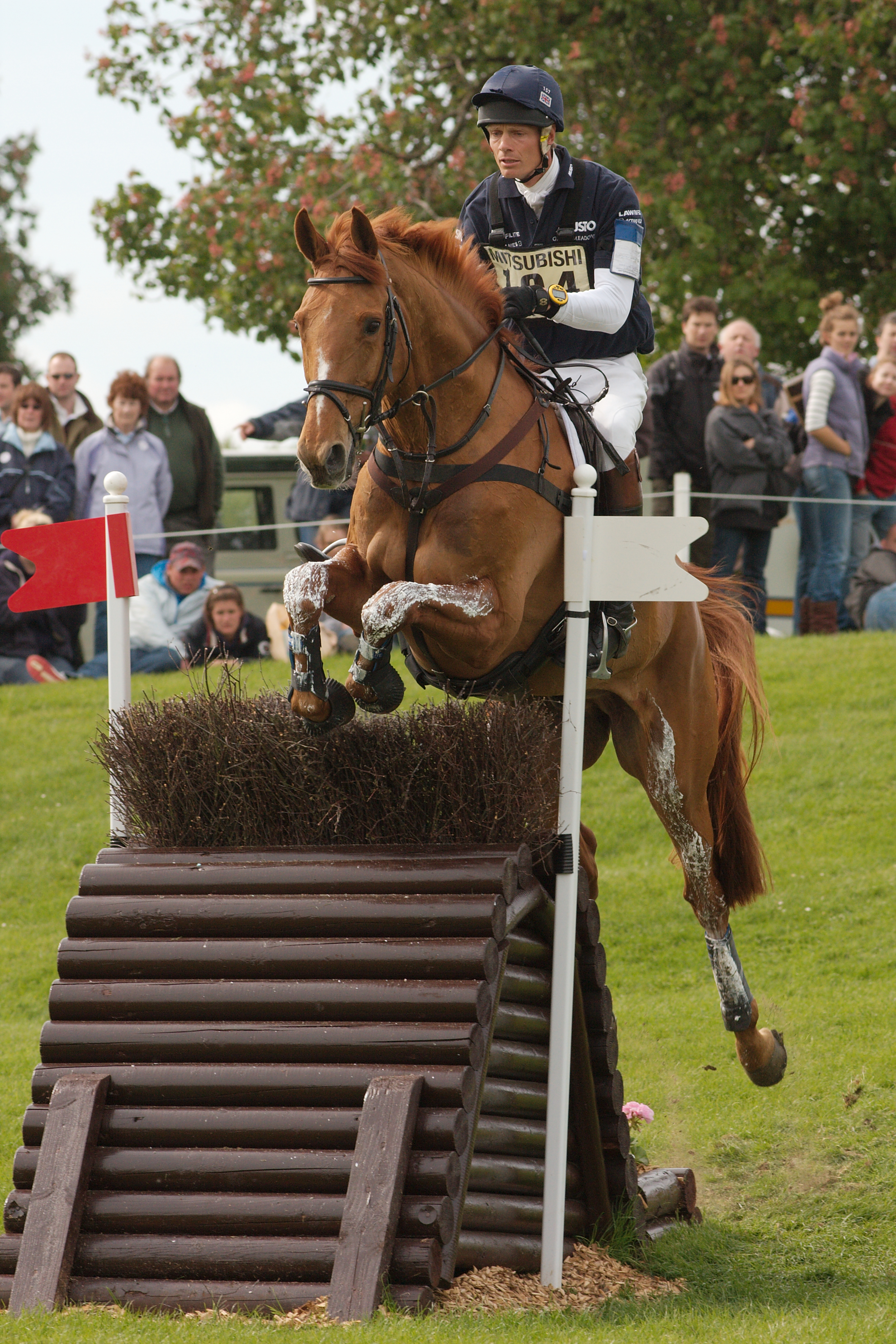
Schmale, anspruchsvolle Geländehindernisse prägen heute internationale Vielseitigkeiten – hier 2009 bei einem CCI 4* (neu: CCI 5*-L)

Der Concours Complet International (CCI) ist eine vom Weltpferdesportverband FEI definierte Bewertungen für Prüfungen in der Disziplin Vielseitigkeitsreiten.

## Arten von Prüfungen
Bei internationalen Vielseitigkeitsprüfungen werden zwei unterschiedliche Arten von Prüfungen unterschieden: Langprüfungen und Kurzprüfungen. Bis zum Jahresende 2018 wurden Kurzprüfungen als Concours International Combiné (CIC) bezeichnet, seitdem tragen sie gemäß der englischen Bezeichnung Short Format die Abkürzung CCI-S. Unter einem Concours Complet International (CCI) hingegen verstand man bis zum Jahresende 2018 ausschließlich Langprüfungen. Diese werden nun gemäß ihrer englischen Bezeichnung Long Format als CCI-L abgekürzt.
Die ursprüngliche Unterschied zwischen beiden Formaten bestand darin, dass Langprüfungen im Gelände die vier Phasen A, B, C und D umfassten, die Kurzprüfungen nur die Phase D (A = Kurze Wegstrecke, B = Hindernisrennen, C = Lange Wegstrecke, D = Geländeritt). Seit 2004 umfassen beide Formate nur noch die D-Phase. Unterschiede bestehen darin, dass das CCI-L-Format mehr Hindernisse aufweist als das CCI-S-Format und darin, dass bei Langprüfungen die Springprüfung zwingend die letzte Teilprüfung sein muss. In beiden Formaten muss die Dressurprüfung am Anfang der Prüfung stehen.
Alle von der FEI anerkannten Wettbewerbe sind je nach Schwierigkeit mit einer unterschiedlichen Anzahl an Sternen bewertet. Für Langprüfungen stellen fünf Sterne (CCI 5*-L) die höchste Stufe dar, bei Kurzprüfungen sind vier Sterne (CCI 4*-S) das Maximum. Im Zuge der Umstellung auf das neue System zum 1. Januar 2019 wurde eine neue internationale Einsteiger-Prüfungsklasse eingeführt, die als CCI1*-Intro bezeichnet wird und bei der nicht zwischen Kurz- und Langprüfung unterschieden wird. Die übrigen Prüfungsniveaus wurden in der Bezeichnung jeweils um den Faktor eins erhöht. Beispiele:
| Bezeichnung bis 2018 | Bezeichnung ab 2019 |
| -------------------- | ------------------- |
| CCI 1*               | CCI 2*-L            |
| CIC 3*               | CCI 4*-S            |
| CCI 4*               | CCI 5*-L            |

Zusätzlich gibt es zahlreiche Wettbewerbe auf nationaler Ebene. Diese sind nicht von der FEI anerkannt, es gelten üblicherweise die Regeln eines nationalen Verbandes. In Deutschland sind diese je nach Schwierigkeit in die Klassen E, A, L (entspricht etwa einer internationalen 2*-Prüfung), M (entspricht etwa einer internationalen 3*-Prüfung) und S (entspricht etwa einer internationalen 4*-Prüfung) eingeteilt.

## FEI-Kategorien für Reiter

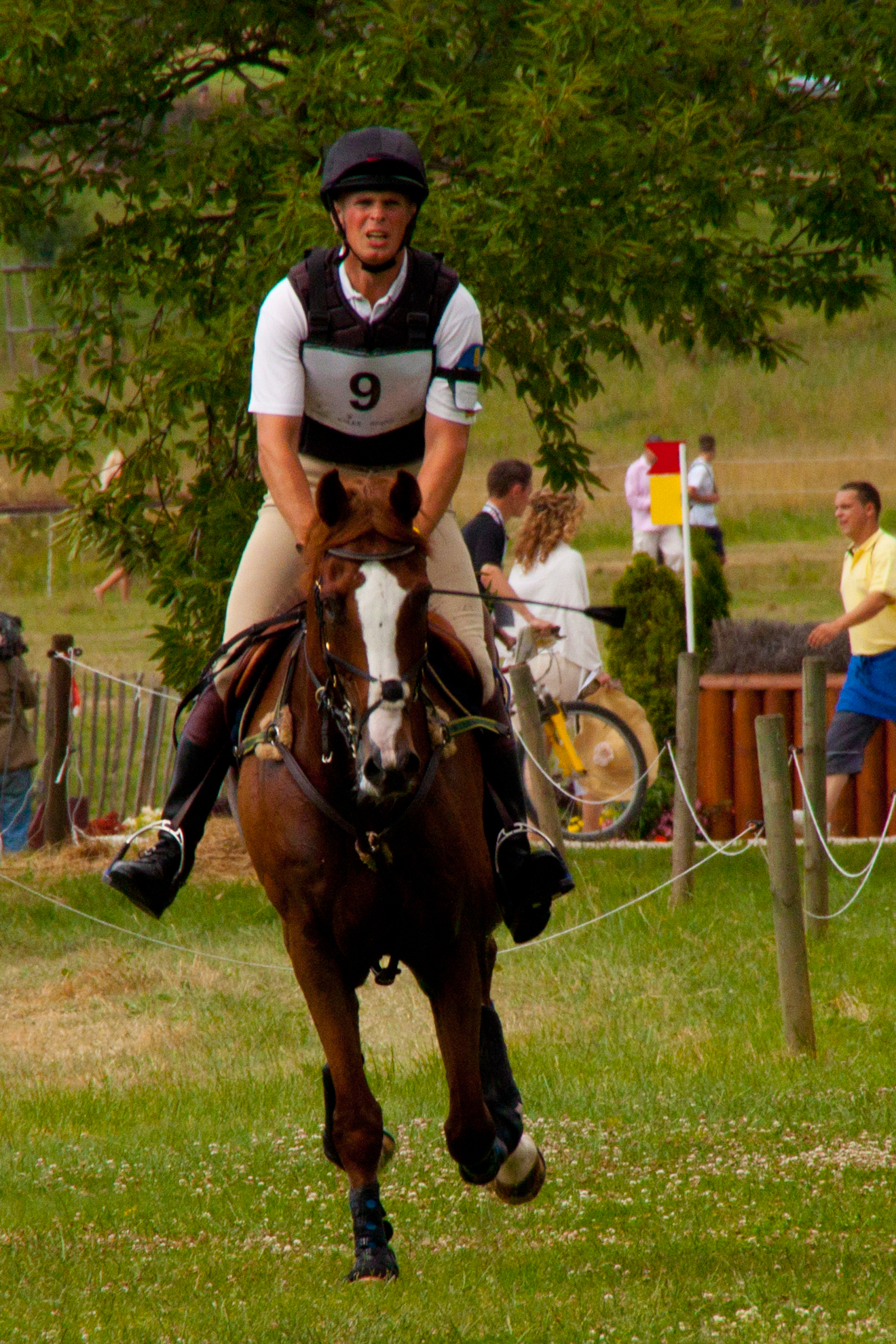
Frank Ostholt mit Mr. Medicott, CHIO Aachen 2010

Zum 1. Januar 2013 führte die FEI ein neues Kategoriesystem für Vielseitigkeitsreiter ein, welches die bisherigen Teilnahmeanforderung für internationalen Vielseitigkeitsprüfungen ablöste. Aus Sicherheitsgründen wurde der Fokus mehr auf die Erfahrung der Reiters gelegt. Damit erhielten auf höchstem Niveau erfahrene Reiter mit neuen Pferden leichter Zugang zu anspruchsvolleren Prüfungen, Reiter mit weniger Erfahrung hingegen müssen mehr Erfolge gemeinsam mit einem Pferd vorweisen, bevor sie in schwereren Prüfungen starten dürfen.
Das System sieht folgende Athletes Categories vor:
| Kategorie       | Anforderungen                                                                                            |
| --------------- | --- |
| A               | MER 15 Mal bei 4*-Prüfungen (oder höher) erfüllt, davon fünf bei 5*-Prüfungen                            |
| B               | MER 15 Mal bei 4*-Prüfungen (oder höher) erfüllt oder MER fünf Mal erfüllt bei 5*-Prüfungen              |
| C               | MER 15 Mal bei 3*-Prüfungen (oder höher) erfüllt oder MER fünf Mal erfüllt bei 4*-Prüfungen (oder höher) |
| D               | MER 15 Mal bei 2*-Prüfungen (oder höher) erfüllt oder MER fünf Mal erfüllt bei 3*-Prüfungen (oder höher) |
| unkategorisiert | Reiter, die nicht die Anforderungen der Kategorie D erfüllen                                             |

Ein MER (Minimum Eligibility Requirement, deutsch: Mindestanforderung an die Teilnahmeberechtigung) ist dann erfüllt, wenn folgende Bedingungen vorlagen:
- Teilprüfung Dressur: Ergebnis von 55 Prozent oder höher
- Teilprüfung Gelände: Fehlerfreier Geländeritt. Abweichend hiervon ist der MER auch dann noch erfüllt, wenn maximal einmal die Vorrichtung eines abwerfbaren Hindernisses aktiviert wurde. Der Ritt darf die Idealzeit der Geländekurses nicht mehr als 75 Sekunden (2*- bis 4*-Niveau) bzw. 100 Sekunden (5*-Niveau) überschreiten.
- Teilprüfung Springen: Nicht mehr als 16 Minuspunkte an Hindernissen (Zeitfehler haben somit hier keine Auswirkung).[2]

## Langprüfungen (CCI-L)
Langprüfungen werden gemäß dem Reglement der FEI für Vielseitigkeitsreiten abgehalten, inklusive tierärztliche Bestimmungen. Sie dauern jeweils drei Tage (bei Aufteilung der Dressur auf zwei Tage: vier Tage).

### CCI5*-L
Die höchste Stufe ist für Pferde und Reiter vorgesehen, die über viel Erfahrung verfügen und international erfolgreich waren. Fünf-Stern-Wettbewerbe sind ausschließlich die folgenden sechs jährlich stattfindende Prüfungen: Badminton Horse Trials (Großbritannien), Burghley Horse Trials (Großbritannien), Kentucky Three-Day Event (USA), Australian International Three Day Event (Australien), die Luhmühlener Vielseitigkeit (Deutschland) und die Étoiles de Pau (Frankreich). Für den Oktober 2023 ist erstmals eine siebte CCI 5*-L ausgeschrieben worden, in Elkton, Maryland, USA.
- Reiter müssen mindestens 18 Jahre alt sein, Pferde mindestens acht Jahre
- Teilnahmevoraussetzung: Unkategorisierte Reiter und Reiter der Kategorie C und D müssen mindestens bei zwei CCI 4*-L sowie bei zwei CCI 4*-S den MER erfüllt haben. Bei Reitern der Kategorie B ist die Erfüllung des MER bei einem CCI 4*-L und bei drei CCI 4*-S erforderlich. Reiter der Kategorie A müssen zusammen mit ihrem Pferd den MER bei einem CCI 4*-L erfüllt haben.
- Teilprüfung Dressur: Dauer ca. 5 Minuten
- Der Geländeritt weist 40 bis 45 Hindernisse auf. Die Bezeichnung „Hindernis“ umfasst beim Geländeritt sowohl einzel stehende Geländesprünge als auch Hinderniskonmplexe aus mehreren Geländesprüngen. Die 6270 bis 6840 Meter langen Strecke ist auf eine Durchschnittsgeschwindigkeit von 570 m/min ausgelegt (gesamte Reitzeit 11 bis 12 Minuten).
- Das Springreiten besteht aus maximal 16 Hindernisse mit 11 bis 13 Sprüngen (folglich eine zweifache und eine dreifache Kombination oder drei zweifache Kombinationen). Die 600 Meter lange Strecke ist auf eine Durchschnittsgeschwindigkeit von 375 m/min ausgelegt. Hindernishöhe bis 1,30 Meter.

### Internationale Championate
Bis zu den Olympischen Spielen 2016 wurden die Olympischen Vielseitigkeiten und die Weltmeisterschaften als Wettbewerb der höchsten Kategorie (alt: CCI 4*) ausgetragen. Da bei vielen Nationen keine Reiter die erforderlichen Qualifikationen für dieses diesem allerhöchste Prüfungsniveau erfüllten, wurden die Anforderungen im Hinblick auf die Olympischen Spiele 2020 im Jahr 2017 abgesenkt. Unter der Prämisse „more flags“ (mehr teilnehmende Nationen) sind nur noch folgende Anforderungen zu erfüllen:
- Reiter müssen mindestens 18 Jahre alt sein, Pferde mindestens acht Jahre
- kürzere Dressurprüfung (3 ½ Minuten, jede andere internationale Vielseitigkeitsdressur ist mindestens 4 Minuten lang)
- Der Geländeritt weist 38 bis 42 Hindernisse auf. Die 5600 bis 5800 Meter langen Strecke (somit bis zu einem Kilometer kürzer als bei einem CCI 5*-L) ist auf eine Durchschnittsgeschwindigkeit von 570 m/min ausgelegt (gesamte Reitzeit 9:50 bis 10:10 Minuten).
- Die Teilprüfung Springreiten identisch zu einem CCI 5*-L: Maximal 16 Hindernisse mit 11 bis 13 Sprüngen. Die 600 Meter lange Strecke ist auf eine Durchschnittsgeschwindigkeit von 375 m/min ausgelegt. Hindernishöhe bis 1,30 Meter.

### CCI4*-L
Fortgeschrittene Stufe für Pferde mit internationaler Erfahrung
- Reiter müssen mindestens 18 Jahre alt sein, Pferde mindestens sieben Jahre
- Teilnahmevoraussetzung: Unkategorisierte Reiter und Reiter der Kategorie C und D müssen mindestens bei einem CCI 3*-L und einem CCI 4*-S den MER erfüllt haben. Bei Reitern der Kategorie A und B muss das Pferd den MER bei einem CCI 3*-L erfüllt haben.
- Teilprüfung Dressur: Dauer ca. 5 Minuten
- Geländeritt mit 35 bis 40 Hindernisse auf einer Strecke von 5700 bis 6270 Metern Länge, geritten bei durchschnittlich 570 m/min (Reitzeit 10 bis 11 Minuten)
- Springreiten mit 15 Hindernisse mit 11 bis 12 Sprüngen auf einer Streckenlänge von 600 Metern, geritten bei durchschnittlich 375 m/min. Hindernishöhe bis 1,25 Meter.

### CCI3*-L
Durchschnittstufe für Pferde und Reiter mit etwas Erfahrung bei dreitägigen Vielseitigkeitswettbewerben, aber wenig Erfahrung bei internationalen Anlässen
- Reiter müssen mindestens 16 Jahre alt sein, Pferde mindestens sechs Jahre
- Teilnahmevoraussetzung: Unkategorisierte Reiter müssen mindestens bei zwei CCI 3*-S (oder ein CCI 3*-S und ein CCI 2*-L) den MER erfüllt haben. Bei Reitern der Kategorie D ist die Erfüllung des MER nur bei wahlweise einem CCI 3*-S und ein CCI 2*-L erforderlich. Gleiches gilt für die Pferde von Reitern der Kategorie A, B und C.
- Teilprüfung Dressur: Dauer ca. 5 Minuten
- Geländeritt mit 30 bis 35 Hindernisse auf einer Strecke von 4400 bis 5500 Metern Länge, geritten bei durchschnittlich 550 m/min (Reitzeit 8 bis 10 Minuten)
- Springreiten mit 14 Hindernisse mit 10 bis 11 Sprüngen auf einer Streckenlänge von 600 Metern, geritten bei durchschnittlich 350 m/min. Hindernishöhe bis 1,20 Meter.

### CCI2*-L
Anfängerstufe, als Einführung in internationale Dreitageswettbewerbe gedacht
- Reiter müssen mindestens 14 Jahre alt sein, Pferde mindestens sechs Jahre
- Teilprüfung Dressur: Dauer 4 bis 4 ½ Minuten
- Geländeritt mit 25 bis 30 Hindernisse auf einer Strecke von 3640 bis 4680 Metern Länge, geritten bei durchschnittlich 520 m/min (Reitzeit 7 bis 9 Minuten)
- Springreiten mit 13 Hindernisse mit 10 bis 11 Sprüngen Hindernissen auf einer Streckenlänge von 600 Metern, geritten bei durchschnittlich 350 m/min. Hindernishöhe bis 1,15 Meter.

### CCIO-L
Ein CCIO (Concours Complet International Officiel) ist eine CCI-Langprüfung, bei der es neben der individuellen Wertung der einzelnen Teilnehmer auch noch eine Mannschaftswertung der teilnehmenden Nationen geben muss. Deren Schwierigkeit wird identisch wie bei einem CCI-L mit zwei bis fünf Sternen bewertet, tatsächlich werden jedoch keine CCIO 5*-L-Turniere durchgeführt. Jedes Land darf nur einen CCIO (CCIO-L oder CCIO-S) austragen. Die meisten CCIO-Turniere sind Teil der seit 2012 durchgeführten Nationenpreisserie der FEI.
Ebenfalls als CCIO werden die internationalen und kontinentalen Championate im Vielseitigkeitsreiten ausgetragen. So handelt es sich bei den Europameisterschaften um CCIO 4*-L.

## Kurzprüfungen (CCI-S)
Die Kurzprüfungen können an einem, zwei oder drei Tagen stattfinden und sind international nach dem Reglement der FEI ausgeschrieben.

### CCI4*-S
Kurzprüfung, Fortgeschrittene Stufe für Reiter und Pferde mit internationaler Erfahrung
- Reiter müssen mindestens 18 Jahre alt sein, Pferde mindestens sieben Jahre
- Teilnahmevoraussetzung: Unkategorisierte Reiter sowie Reiter der Kategorie C und D müssen mindestens bei zwei CCI 3*-S den MER erfüllt haben. Bei Reitern der Kategorie A und B muss das Pferd mindestens bei einem CCI 3*-S den MER erfüllt haben.
- Teilprüfung Dressur: Dauer 5 Minuten
- Geländeritt auf einer Strecke von 3420 bis 3990 Metern Länge mit 30 bis 35 Hindernissen, bei einer durchschnittlichen Geschwindigkeit von 570 m/min (Reitzeit 6 bis 7 Minuten).
- Springprüfung mit 15 Hindernisse mit 11 bis 12 Sprüngen, Streckenlänge 600 Meter, geritten bei durchschnittlich 375 m/min. Hindernishöhe bis 1,25 Meter.

### CCI3*-S
Kurzprüfung, Durchschnittstufe für Pferde und Reiter mit etwas Erfahrung bei dreitägigen Vielseitigkeitswettbewerben, aber wenig Erfahrung bei internationalen Anlässen
- Reiter müssen mindestens 16 Jahre alt sein, Pferde mindestens sechs Jahre
- Teilnahmevoraussetzung: Unkategorisierte Reiter müssen mindestens bei einem CCI 2*-S den MER erfüllt haben.
- Teilprüfung Dressur: Dauer 5 Minuten
- Geländeritt auf einer Strecke von 3025 bis 3575 Metern Länge mit 27 bis 32 Hindernissen, bei einer durchschnittlichen Geschwindigkeit von 550 m/min (Reitzeit 5:30 bis 6:30 Minuten).
- Springprüfung mit 14 Hindernisse mit 10 bis 11 Sprüngen, Streckenlänge 600 Meter, geritten bei durchschnittlich 350 m/min. Hindernishöhe bis 1,20 Meter.

### CCI2*-S
Kurzprüfung, Anfängerstufe, die als Einführung in internationale Dreitageswettbewerbe gedacht ist
- Reiter müssen mindestens 14 Jahre alt sein, Pferde mindestens sechs Jahre
- Teilprüfung Dressur: Dauer 4 bis 4 ½ Minuten
- Geländeritt auf einer Strecke von 2600 bis 3120 Metern Länge mit 25 bis 30 Hindernissen, bei einer durchschnittlichen Geschwindigkeit von 520 m/min (Reitzeit 5 bis 6 Minuten).
- Springprüfung mit 13 Hindernisse mit 10 bis 11 Sprüngen, Streckenlänge 600 Meter, geritten bei durchschnittlich 350 m/min. Hindernishöhe bis 1,15 Meter.

### CCIO-S
Ein CCIO-S (bis 2018: Concours International Complet Officiel, kurz CICO) ist eine CCI-Kurzprüfung, bei der es neben der individuellen Wertung der einzelnen Teilnehmer auch noch eine Mannschaftswertung der teilnehmenden Nationen geben muss. Deren Schwierigkeit wird mit zwei bis vier Sternen bewertet. Da es bei CCIO-S-Nationenpreisen, wie bei allen Kurzprüfungen, möglich ist die Geländeprüfung als letzte Teilprüfung durchzuführen, kommt diese Ausschreibungsform auch bei CHIO Aachen zum Einsatz.

## Introductory Level (CCI1*-Intro)
Internationale Prüfungen auf dem sogenannten Introductory Level wurden zum Jahresbeginn 2018 eingeführt. Im Jahr 2018 wurden sie als „CCI Introductory“ bezeichnet, seit Januar 2019 werden sie unter dem Kürzel CCI 1*-Intro geführt. Sie sollen den Einstieg in den internationalen Vielseitigkeitssport erleichtern. Von ihren Anforderungen her entsprechen diese einer Vielseitigkeit der Klasse A nach dem nationalen deutschen System.
Beim Introductory Level wird nicht zwischen Lang- und Kurzprüfung unterschieden. Folgende Anforderungen werden bei einem CCI 1*-Intro gestellt:
- Pferde müssen mindestens sechs Jahre alt sein
- Teilprüfung Dressur: 4 ½ Minuten
- Geländeritt mit einer Strecke von 2000 bis 3000 Metern Länge mit 20 bis 25 Hindernissen, bei einer durchschnittlichen Geschwindigkeit von 500 m/min (Reitzeit 4 bis 6 Minuten).
- Springprüfung mit 12 Hindernisse mit 10 bis 11 Sprüngen, Streckenlänge 600 Meter, geritten bei durchschnittlich 350 m/min. Hindernishöhe bis 1,10 Meter.[9]

## Indoor-Vielseitigkeiten (CIX-Arena)

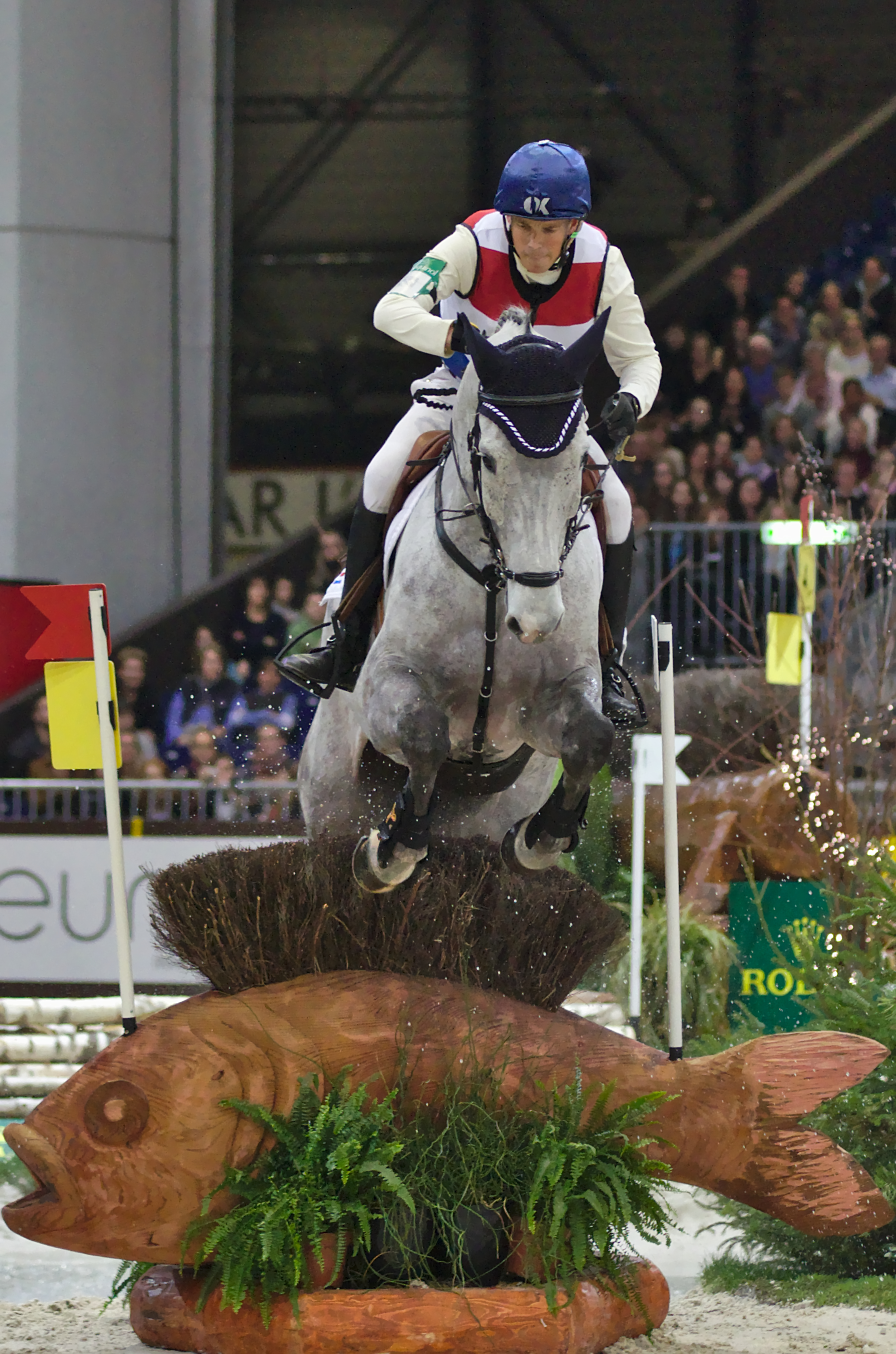
Indoor Cross Country beim CHI Genf 2014: Überwinden einer Bürste

Als national ausgeschriebene Prüfungen haben Hallen-Vielseitigkeiten bereits eine gewisse Tradition, so etwa seit 2002 bei den Stuttgart German Masters. Dabei handelt es sich vom Reglement her um Springprüfungen über Geländehindernisse im Rahmen von Hallenreitturnieren.
Zum Jahresbeginn 2017 wurde von der FEI auch die Möglichkeit geschaffen, Hallen-Vielseitigkeiten international auszuschreiben. Die internationalen Prüfungen orientieren sich im Reglement an den nationalen Hallen-Vielseitigkeiten: Auch hier gibt es keine Dressur- und keine Spring-Teilprüfung, die Geländehindernisse sind den besonderen Bedingungen eines Wettbewerbs auf eine begrenzte Reitarenenfläche angepasst. Folgende Anforderungen werden bei diesen Indoor-Vielseitigkeiten gestellt:
- Teilnahme nur durch erfahrenere Vielseitigkeitsreiter (FEI-Kategorien A, B und C)
- Geländehindernisse maximal auf dem Niveau einer 3*-Vielseitigkeit
- Geschwindigkeitsvorgabe angepasst an die Größe der Reitarena
- Ausschreibung: Prüfung mit Idealzeit (Reiter-Pferd-Paar, welches fehlerfrei am dichtesten an die Idealzeit herankommt, gewinnt die Prüfung) oder Fehler-Zeit-Prüfung. Aus Sicherheitsgründen darf eine Indoor-Vielseitigkeiten nach Fehlern und Zeit nur über abwerfbare Hindernisse und Hecken durchgeführt werden.[10]